# The Promise (альбом Il Divo)
The Promise — альбом группы Il Divo, созданной британским продюсером Саймоном Коуэллом в 2004 году. Альбом был выпущен 10 ноября 2008 года, за исключением США и Канады, где он вышел на восемь дней позже, Ирландии (7 ноября) и Японии (26 ноября). Продюсер — Стив Мак.

## Предыстория
О выпуске нового альбома (The Promise — «Клятва») официально было объявлено 24 сентября 2008 года, хотя список композиций тогда не был раскрыт. Было известно, что всего их будет двенадцать.
В итоге в альбом было включено 11 песен плюс 1 бонус-трек. Среди них — кавер-версия «Power of Love» группы Frankie Goes to Hollywood, новая интерпретация песни «Hallelujah» Леонарда Коэна, «Адажио», переведённая на испанский язык песня «The Winner Takes It All» (из репертуара группы ABBA), «She» Шарля Азнавура, «L'Alba Del Mondo» (основанная на композиции «I Knew I Loved You») — итальянская интерпретация известной «Темы Деборы» из фильма «Однажды в Америке», написанной Эннио Морриконе. Также был записан христианский гимн «Amazing Grace» («О, благодать»).
Четыре песни были написаны специально для нового альбома. Это — «La Promessa» (на итальянском), «Enamorado» (на испанском), «Angelina» (на испанском) и «La Luna» (на итальянском).
24 октября 2008 года группа приняла участие в съёмках очередного выпуска «Шоу Опры Уинфри», где исполнили одну из песен нового альбома — «Amazing Grace».
The Promise достиг первого места в списке классических альбомов в чартах Billboard и 43 недели подряд находился в топе-10.

## Список композиций
| №   | Название                                         | Автор(ы)                              | Длительность |
| --- | ------------------------------------------------ | ------------------------------------- | ------------ |
| 1.  | «The Power of Love»                              | Марк О’Тул, Питер Джил, Холли Джонсон | 5:01         |
| 2.  | «La Promessa»                                    | Франческо Гальтиери, Йорген Элофссон  | 4:28         |
| 3.  | «Адажио»                                         | Альбинони/Джадзотто                   | 4:37         |
| 4.  | «Hallelujah»                                     | Леонард Коэн                          | 3:21         |
| 5.  | «L'Alba Del Mondo»                               | Эннио Морриконе                       | 4:47         |
| 6.  | «Enamorado»                                      | Quiz & Larossi, Рейд, Мандзанеро      | 3:15         |
| 7.  | «Angelina»                                       | Quiz & Larossi, Гомес, Гордено        | 4:32         |
| 8.  | «The Winner Takes It All (El ganador toma todo)» | Бенни Андерссон                       | 3:48         |
| 9.  | «La Luna»                                        | Quiz & Larossi, Маринанджели          | 3:51         |
| 10. | «She»                                            | Азнавур, Крецмер                      | 2:51         |
| 11. | «Amazing Grace»                                  |                                       | 4:30         |

| №   | Название                                                                                    | Длительность |
| --- | ------------------------------------------------------------------------------------------- | ------------ |
| 12. | «With You I'm Born Again (Por Ti Vuelvo A Nacer; бонус-трек)» (Для клиентов Barnes & Noble) | 4:28         |

## Места в чартах
| Страна         | Статус     | Место |
| Великобритания | Платиновый | #1    |
| Ирландия       |            | #1    |
| США            | Золотой    | #5    |
| Канада         |            | #2    |
| Швейцария      | Золотой    | #6    |
| Германия       |            | #24   |
| Австрия        | Золотой    | #11   |
| Франция        |            | #22   |
| Нидерланды     |            | #1    |
| Бельгия        |            | #1    |
| Швеция         |            | #1    |
| Финляндия      |            | #5    |
| Норвегия       |            | #1    |
| Дания          |            | #11   |
| Испания        |            | #1    |
| Португалия     |            | #1    |
| Австралия      | Платиновый | #5    |
| Новая Зеландия |            | #7    |
| Мексика        |            | #5    |